# Martinswand

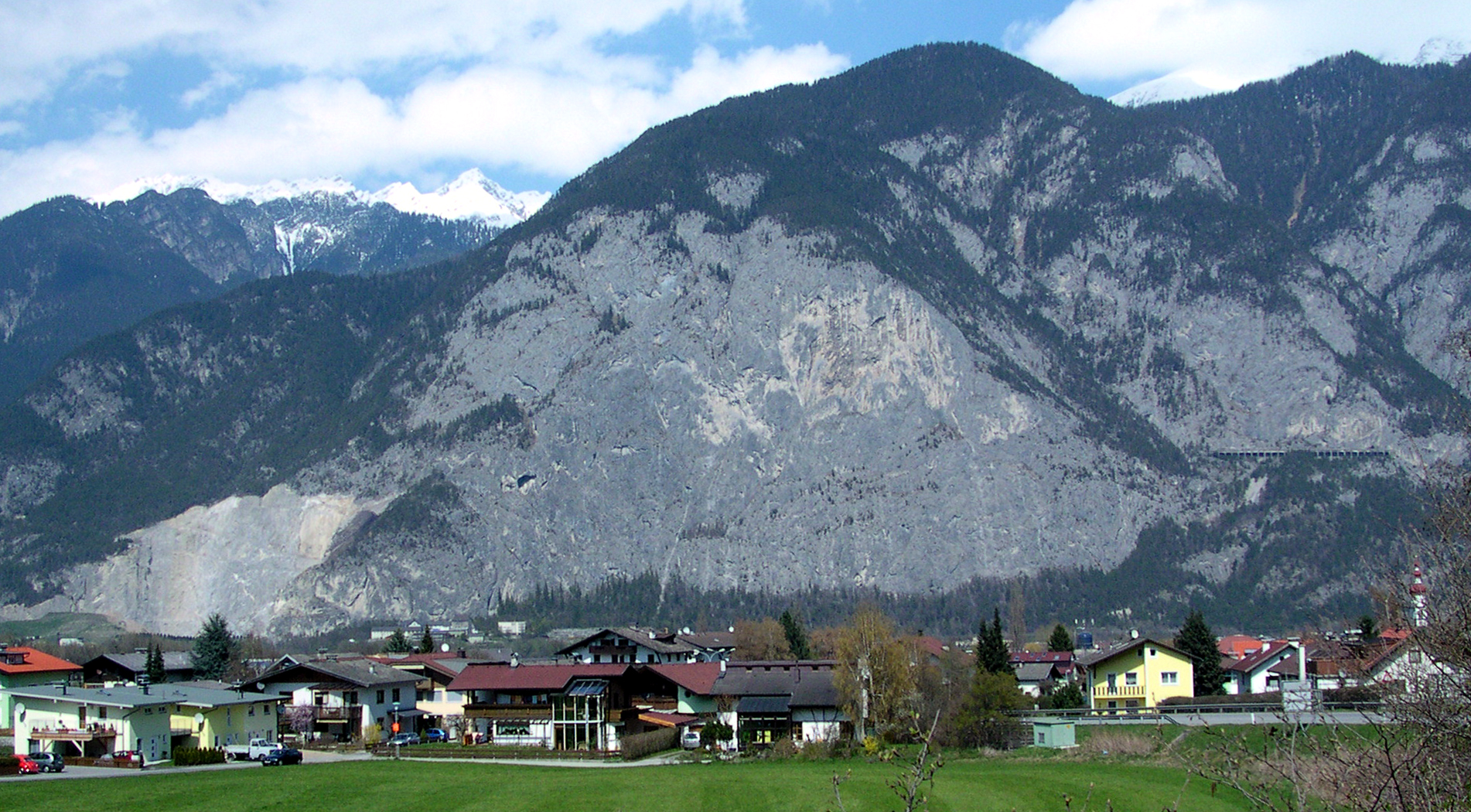
De Martinswand met op de voorgrond Kematen in Tirol

De bergwand Martinswand vormt de zuidwestelijke rand van het Hechenbergmassief, dat wordt gerekend tot de Inndalketen van het Karwendelgebergte in de Oostenrijkse deelstaat Tirol. De bergwand ligt ten noordwesten van Innsbruck.
De Martinswand valt over een hoogte van enkele honderden meters bijna loodrecht, soms licht overhangend, naar beneden in het Inndal. In de bergwand ligt een halve grot, de Kaiser Max Grotte, vernoemd naar keizer Maximiliaan I. Volgens de legende zou de keizer hier zijn toevlucht hebben gezocht toen hij bij een gemzenjacht te ver had geklommen.
Aan de voet van de wand, die bijna reikt tot aan de oever van de Inn, bevindt zich op een heuvel een voormalige vesting, de Martinsklause, die tegenwoordig dienstdoet als klooster. Door de Martinswand loopt verder de langste tunnel van de Mittenwaldspoorlijn.
De bergwand biedt voor bergbeklimmers meerdere klimroutes naar de Kaiser Max Grotte.